# Antifašistički front Slavena u Mađarskoj
Antifašistički front Slavena u Mađarskoj (kratica AFS, mađ. Magyarországi Szlávok Antifasiszta Frontja), organizacija osnovana 18. veljače. 1945. na osnivačkoj konferenciji u Batanji. Za glavnog tajnika tada je izabran Dragutin Nedučić iz Batanje, a za potpredsjednika Stevan Nedučić iz M. Čanada.
Nakon ukidanja vojne uprave, tijekom ožujka, osnivaju se mjesne organizacije AFS-a među bunjevačkim Hrvatima te šokačkim Hrvatima i Srbima u Santovu. Glavni organizator među bunjevačkim Hrvatima bio je Antun Karagić.
Poslije Pomorišja i Bačke, u srpnju su osnovane prve mjesne organizacije AFS-a u okolini Budimpešte, o čemu izvješćuje Sloboda iz Bate, Čipa, Lovre i Tukulje.
Sredinom kolovoza 1945. godine osniva se Oblasno tajništvo AFS-a sa sjedištem u Pečuhu. Za oblasnog tajnika imenovan je dr Svetozar Lastić.
Mjeseca rujna 1945. godine, počelo se s osnivanjem mjesnih organizacija AFS-a u Baranji. Bačko-baranjsko slovensko kulturno udruženje priključuje se AFS-u, dr Martin Laslović je imenovan za oblasnog predsjednika.
Prvi veliki narodni zbor AFS-a održan je u Mohaču 28. listopada 1945. godine. Nakon zbora, amateri iz Santova prikazali su kazališni komad od Jovana Sterije Popovića.
U Mohaču je 3. prosinca 1945. održana Prva zemaljska konferencija AFS-a. Dr Martin Laslović je izabran za potpredsjednika AFS-a.
Izvor: "Narodni kalendar / Народни календар / Ljudski koledar 1985", Demokratski savez Južnih Slavena u Mađarskoj, Budimpešta (str. 7, 9, 17, 19, 21, 27).